# Zabivaka

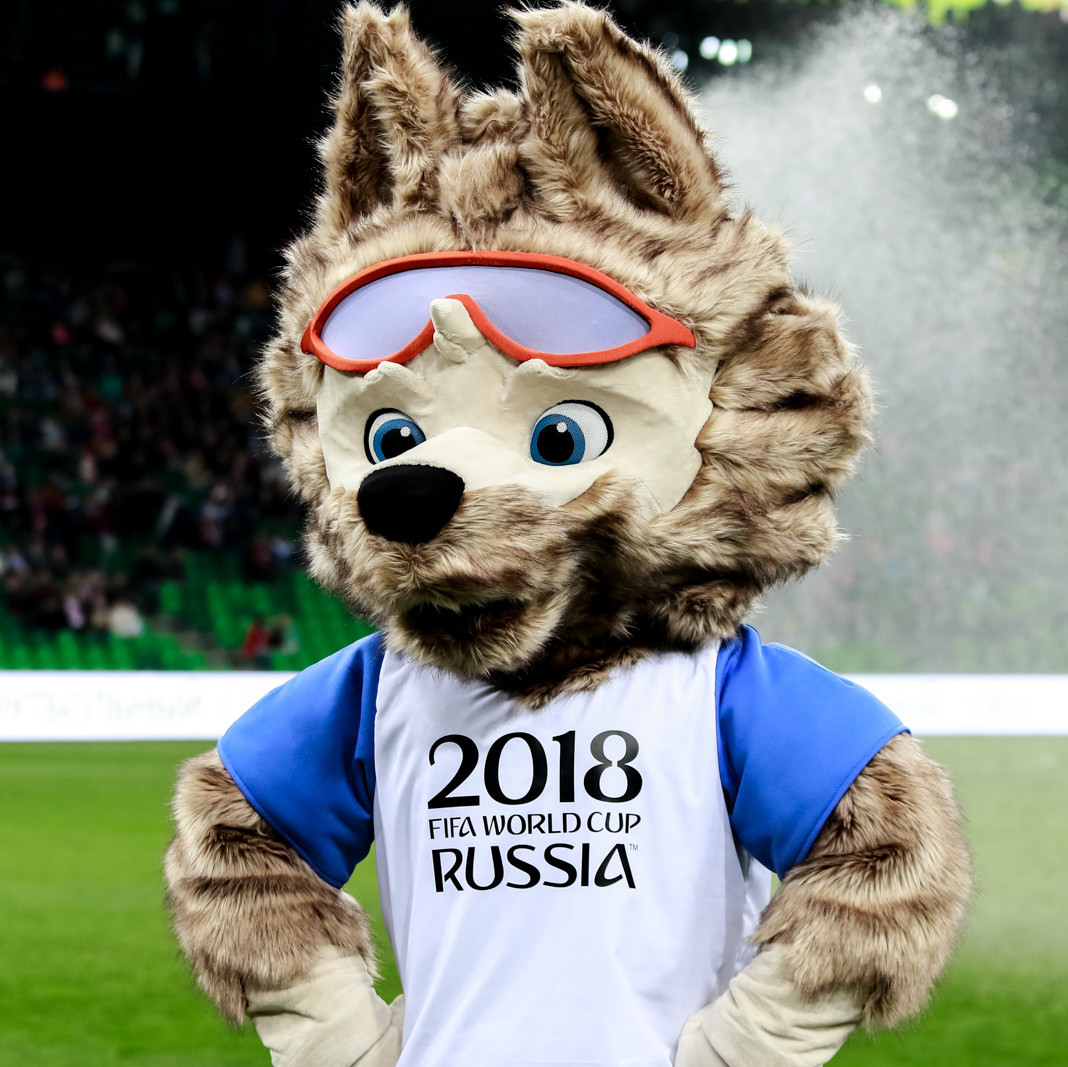
Fursuit de Zabivaka, mascote da Copa do Mundo FIFA de 2018, sediada na Rússia.

Zabivaka (russo: Забива́ка, «aquele que marca gol»)? é o mascote oficial da Copa do Mundo FIFA de 2018, realizada na Rússia. Ele é representado por um lobo-cinzento antropomórfico que veste uma camiseta branca de golas azuis e um óculos desportivo laranja.

## Escolha e criação
A criadora de Zabivaka foi a estudante de design Ekaterina Bocharova, que teve como inspiração seu próprio cão e o Fuleco, mascote da Copa do Mundo FIFA de 2014. A escolha do mascote foi realizada através de votação pela Internet no site oficial da FIFA.
No dia 23 de setembro de 2016, exactamente às 20 horas e 18 minutos no horário local russo, o perfil oficial da FIFA no Twitter publicou três candidatos para o posto de mascote: um lobo, um gato e um tigre. O design dos personagens foi idealizado por estudantes da Universidade Estadual de Moscovo (MSU).
Os resultados da votação foram anunciados em 22 de outubro de 2016 no canal de televisão Perviy Kanal. O lobo, denominado Zabivaka, marcou 57% dos votos, à frente do tigre (27%) e do gato (20%), respectivamente. Mais de 1 milhão de pessoas participaram da votação, que teve lugar durante o mês de setembro de 2016, bem como durante a transmissão ao vivo no Perviy Kanal.